# 対馬市営バス
対馬市営バス（つしましえいバス）は、長崎県対馬市にて運行している廃止代替バスである。

## 概要
- 対馬交通の唐崎岬線、仁位・小鹿線が2008年5月31日限りで廃止されたため、その代替として市所有のスクールバスを利用して運行開始した[1]。 その後も対馬交通から一部路線が移管された結果、現在は11路線が運行されている。なお、三根・志越線と比田勝循環線以外は全てスクールバス混乗による運行となっているため、学校行事によって時刻変更や運休になる便がある。
- 運賃は区間制で、小人は半額（10円未満切り上げ）、保護者同伴の未就学児は1人まで無料。定期券、回数券もある。
  - 対馬交通と共通の「1日フリーバス券」（大人1,000円・小人500円）も利用できる。
- 運行形態は道路運送法の規定に基づく自家用自動車（白ナンバー車）による有償運送で、対馬市が所有するバス（大型・中型・小型）またはワゴン車が使われている。運行は対馬交通が受託している。

## 沿革
- 2008年6月1日 - 仁位・廻線、仁位・小鹿線の2路線にて運行開始。
- 2009年5月1日 - 4月30日限りで廃止された対馬交通三根・志越線の代替として、三根・志越線運行開始。市所有のスクールバスを利用[2]。
- 2010年5月1日 - 4月30日限りで廃止された対馬交通鰐浦線の代替として、鰐浦・比田勝循環線運行開始[3]。

## 路線

### 厳原・鶏知地区
阿連・小茂田線
小茂田－佐須中前－阿連（あれ）
- 下島西部の小茂田とその北側の阿連を結ぶ。運行開始当初は対馬交通の厳原・椎根線と接続していたが、同区間が予約制乗合タクシーに転換されたため、現在は唯一対馬交通の路線との接続がない孤立線となっている。平日4往復、土曜日1往復の運行。
- 小茂田で予約制乗合タクシーの厳原椎根線と接続している。

鶏知・昼ヶ浦線
対馬病院－樽ヶ浜－鶏知（けち）宮前－昼ヶ浦
- 対馬病院から下島北西部の昼ヶ浦を結ぶ路線である。毎日1往復が運転されるが、平日と学休日では運行時刻が大幅に異なる。また、この他に鶏知宮前－昼ヶ浦間の区間便も1往復ある。

### 仁位・三根地区
仁位・廻線
仁位－（豊玉中）－豊玉高校前－豊玉小前－（豊玉診療所前）－仁位浜口－廻（まわり）
- 仁位から浅茅（あそう）湾の入口に突き出た半島先端部の廻へ向かう路線である。登校日は上り2本・下り3本、休校日は1往復の運行。

仁位・琴線
櫛・佐賀線
仁位－櫛－ハートランド－佐賀－（東小）－東部中佐賀療所前－志越－小鹿－琴（きん）
- 仁位から上島の東側の小鹿・琴へ向かう路線である。全線の所要時間が1時間を超える対馬市営バス最長路線。2往復が運行される。
- 小鹿－琴間は対馬交通の舟志・小鹿線と運行区間が重なっているが、接続はしていない。
- 櫛・佐賀線は仁位・琴線のうち櫛－東部中佐賀療所間を運行する区間便である。平日3往復、学休日1往復の運行。

仁位・貝鮒線
仁位－豊玉小－貝鮒
- 仁位から浅茅湾北部の貝鮒へ向かう路線。平日3往復・休校日1往復の運行。

仁位・見世浦線
（豊玉小）－仁位－見世浦
- 仁位から上島の東側の見世浦へ向かう路線である。平日3往復・休校日1往復の運行。

三根・志越線
（三根診療所前）－三根－大久保－佐賀－志越
- 三根（旧対馬交通三根営業所）から島を横断して東海岸の佐賀・志越を結ぶ。平日・土曜日のみ1日2往復の運行。

三根・鹿見線
三根－女連（うなつら）－鹿見
- 平日は上り1本・下り3本、土休日と学休日は1日1往復の運行となっている。なお、この路線は鹿見側を基準としてダイヤが組まれているため、三根からその日のうちに鹿見までバスで往復することはできない。

### 比田勝地区
比田勝循環線
上対馬病院－比田勝－高校前－鰐浦－豊－国際ターミナル（→国内ターミナル）－比田勝－上対馬病院
- 対馬の最北部を循環する路線である。1日2往復運行。
- 比田勝港の国内ターミナルは1日1便、鰐浦先回りの便のみ経由。

比田勝・唐舟志線
比田勝－網代－唐舟志（とうじゅうし）
- 比田勝から島の東岸を南下して唐舟志までを結ぶ。1日3往復が設定されているが、土休日・学休日は全便運休となる。